# Emo Philips
Philip Soltanec, ismertebb nevén Emo Philips (Chicago, 1956. február 7. –) amerikai humorista, színész, író, producer. Különlegesség, hogy stand-up fellépései során falsetto hangon beszél.
Karaktere a különleges kinézetéről és a bolondos színpadi viselkedéséről ismert. Emo Philips karaktere egy elmebeteg kinézetű, ideges, de nagyon intelligens személy, aki a káposztasaláta megszállottja. Színpadi fellépései során egyfolytában mozog, gyakran váltogatja pozícióit (egyszer leül, egyszer feláll), játszadozik a hajával vagy a ruhájával, amikor a csattanóhoz ér, még félig le is vetkőzik. Később azonban visszavett ebből a stílusból. Humora általában önironikus és szarkasztikus.
Három albumot adott ki. Első két lemezét 2003-ban válogatáslemez formájában jelentették meg.
Több sorozatban is szerepelt, például a Miami Vice-ban és a The Weird Al Show-ban. 2006-ban a 8 Out of 10 Cats nevű brit vetélkedőben szerepelt. Szinkronszínészként is tevékenykedik, szinkronizált a Dr. Katz, Professional Therapist; Home Movies; Space Ghost Coast to Coast; Adventure Time és Slacker Cats című rajzfilmsorozatokban.
2018-ban “Weird Al” Yankovickal turnézott.

## Diszkográfia
- 1985: E=mo²
- 1987: Live at the Hasty Pudding Theatre
- 2001: Emo
- 2003: E=mo² plus the Entire Live at the Hasty Pudding Theatre